# Halina Sokołowska
Halina Sokołowska-Łuszczewska (ur. 18 grudnia?/30 grudnia 1895 w Żytomierzu, zm. 17 listopada 1970 w Skolimowie) – polska aktorka i filmowa, reżyserka teatralna, dyrektor teatru.

## Życiorys
W 1913 roku rozpoczęła naukę w Klasie Dramatycznej Warszawskiego Towarzystwa Muzycznego. W latach 1914–1917 przebywała w Kijowie, gdzie grała w Teatrze Polskim. Tam też wyszła za mąż za Leona Łuszczewskiego (1917). Po powrocie do kraju występowała w Poznaniu (Teatr Polski, 1919-1923, 1926), Lublinie (Teatr Miejski, 1923-1925), Bydgoszczy (Teatr Miejski, 1925-1927) oraz w objazdowym Teatrze Wielkopolskim (1927-1929). Lata 1929–1939 spędziła w Gdyni, gdzie była instruktorem oświaty Okręgu Morskiego, prowadząc szkolenia teatralne działaczy oświatowych. Współpracowała także z Polskim Białym Krzyżem. Za swą działalność została odznaczona Wawrzynem Akademickim Polskiej Akademii Literatury.
Po wybuchu II wojny światowej zaangażowała się w działalność polskiego ruchu oporu. Aresztowana, była więźniarką Pawiaka oraz obozu koncentracyjnego w Ravensbrück. Po zakończeniu walk przebywała w Gdańsku (1946-1948), gdzie pracowała jako bibliotekarka. Tam też założyła amatorski Gdański Zespół Artystyczny. W latach 1948–1952 pracowała w Gnieźnie, gdzie występowała oraz była dyrektorem i kierownikiem artystycznym tamtejszego Teatru Miejskiego. Następnie występowała w Teatrze im. Wojciecha Bogusławskiego w Kaliszu (1952-1954) oraz w Teatrze im. Juliusza Osterwy w Lublinie (1954-1957). W 1957 roku powróciła na deski teatru w Gnieźnie, gdzie grała do przejścia na emeryturę w 1961 roku. Od 1966 roku mieszkała w Domu Artystów Weteranów Scen Polskich w Skolimowie, gdzie zmarła. Została pochowana na tamtejszym cmentarzu parafialnym.

## Filmografia
- Milczenie (1963) – Bejcowa
- Ktokolwiek wie... (1967) – krawcowa